# Золотуха (річка)
Золоту́ха — річка в Україні, в межах Володимирського району Волинської області. Права притока Західного Бугу (басейн Балтійського моря).

## Опис
Довжина 26 км, площа басейну 232 км². Долина переважно широка й неглибока (за винятком пригирлової частини). Річище слабозвивисте, у верхній та середній течії каналізоване й випрямлене.

## Розташування
Золотуха бере початок у заболоченій долині біля села Верби. Тече переважно на захід. Впадає до Західного Бугу на захід від села Коритниці.